# Euphyia brunneainfuscata
Euphyia brunneainfuscata là một loài bướm đêm trong họ Geometridae.